# Ora e sempre resistenza
Ora e sempre resistenza è una scultura in bronzo di Nicola Neonato posta in piazza Santo Stefano a Milano.

## Descrizione dell'opera
Il monumento in bronzo fu realizzato nel 1976 dall'artista a ricordo della morte di Claudio Varalli e Giannino Zibecchi.
Nella parte superiore riporta i ritratti dei due morti con al centro la scritta «16-17 aprile 1975». Al di sotto sono riportati i nomi «Claudio» e «Giannino» seguiti da «Caduti partigiani della / nuova resistenza». Nella parte inferiore è raffigurato un corteo con cartelli con le scritte «No allo / stato / della / violenza» e «Pagherete / caro / pagherete / tutto» e uno striscione con la scritta «No al fascismo». In fondo il titolo dell'opera «Ora e sempre / resistenza».
In prossimità del monumento è posta una targa con l'iscrizione «Volevano cambiare il mondo / hanno sacrificato la loro vita. / Claudio Varalli 17 anni / ucciso da un fascista / il 16 aprile 1975. / Giannino Zibecchi 27 anni / travolto e ucciso / da un camion dei carabinieri / il 17 aprile 1975».